# 콰이어트 아메리칸 (2002년 영화)
콰이어트 어메리칸(The Quiet American)은 독일에서 제작된 필립 노이스 감독의 2002년 전쟁, 드라마, 스릴러 영화이다. 마이클 케인 등이 주연으로 출연하였고 윌리엄 호버그 등이 제작에 참여하였다.

## 출연

### 주연
- 마이클 케인
- 브렌든 프레이저

### 조연
- 도 티 하이 옌
- 티지 마

## 제작진
- 원작자: 그레이엄 그린
- Line PD: 안토니아 바나드
- 공동제작: 캐슬린 맥러플린
- 협력프로듀서: 스티브 E. 앤드류스
- 미술: 로저 포드
- 의상: 노마 모리소